# Итце
Итце (нем. Uetze) — община в Германии, в земле Нижняя Саксония.
Входит в состав района Ганновер. Население составляет 20 145 человек (на 31 декабря 2010 года). Занимает площадь 141 км².
| Год  | Население |
| ---- | --------- |
| 1990 | 17 324    |
| 1995 | 18 620    |
| 2000 | 19 526    |
| 2005 | 20 348    |
| 2010 | 20 247    |